# Archgoat
Archgoat est un groupe de black metal finlandais, originaire de Turku. Il est formé en 1989 par les frères Ritual Butcherer à la guitare et Lord Angelslayer à la basse et au chant. Les membres de Archgoat s'identifient ouvertement au satanisme.

## Biographie
Le groupe se forme en 1989  par les frères Ritual Butcherer à la guitare et Lord Angelslayer à la basse et au chant. Ils recrutent ensuite Blood Desecrator à la batterie. Le groupe édite une première démo Jesus Spawn en 1991. En 1992, il signe au label Necropolis Records et sort en 1993 l'EP Angelcunt (Tales of Desecration). En 1993, le groupe se sépare à la suite d'un différend contractuel avec le label alors qu'il devait sortir un premier album.
Le groupe se reforme en 2004, et sort un 7" EP, intitulé Angelslaying Black Fucking Metal, au label Hammer of Hate Records. Leur show, First Live Black Mass, est enregistré en Finlande en 2005. En 2006, ils publient leur premier album Whore of Bethlehem, avec Leneth the Unholy Carnager comme batteur de session. Il est remplacé par Sinister K. qui devient le batteur permanent. En janvier 2009, ils révèlent les détails de leur deuxième album à venir, The Light-Devouring Darkness. L'album est annoncé pour février 2009, et finalement publié au label Moribund Records,,.
En mi-2011, le groupe annonce un mini-album. Leur nouvel EP, intitulé Heavenly Vulva, est publié en octobre 2011 ; ils publient aussi un album, The Apocalyptic Triumphator en janvier 2015. En juillet 2015, le départ du batteur Sinister Karppinen est annoncé ; il est remplacé par VnoM. En avril 2016, le groupe fait escale à Londres pour un concert.

## Membres

### Membres actuels
- Angelslayer - basse, chant (1989-1993 ; depuis 2004)
- Ritual Butcherer - guitare (1989-1993 ; depuis 2004)
- Goat Aggressor - batterie (depuis 2017)

### Anciens membres
- Blood Desecrator - batterie (1989-1993)
- Leneth the Unholy Carnager - batterie (2004-2005)
- Sinister K - batterie (2006 - 2016)
- VnoM - batterie (2016)

## Discographie

### Albums studio
- 2006 : Whore of Bethlehem
- 2009 : The Light-Devouring Darkness
- 2015 : The Apocalyptic Triumphator
- 2018 : The Luciferian crown
- 2021 : Worship the Eternal Darkness

### EPs
- 1993 : Angelcunt (Tales of Desecration)
- 2004 : Angelslaying Black Fucking Metal
- 2011 : Heavenly Vulva
- 2022 : All Christianity Ends

### Démos et promos
- 1991 : Jesus Spawn
- 1993 : Penis Perversor

### Albums live
- 2008 : Archgoat and Black Witchery

### Split album
- 1999 : Messe des morts / Angel Cunt (avec Beherit)